# Vismia baccifera
Vismia baccifera är en johannesörtsväxtart. Vismia baccifera ingår i släktet Vismia och familjen johannesörtsväxter.

## Underarter
Arten delas in i följande underarter:
- V. b. baccifera
- V. b. dealbata
- V. b. ferruginea

## Bildgalleri

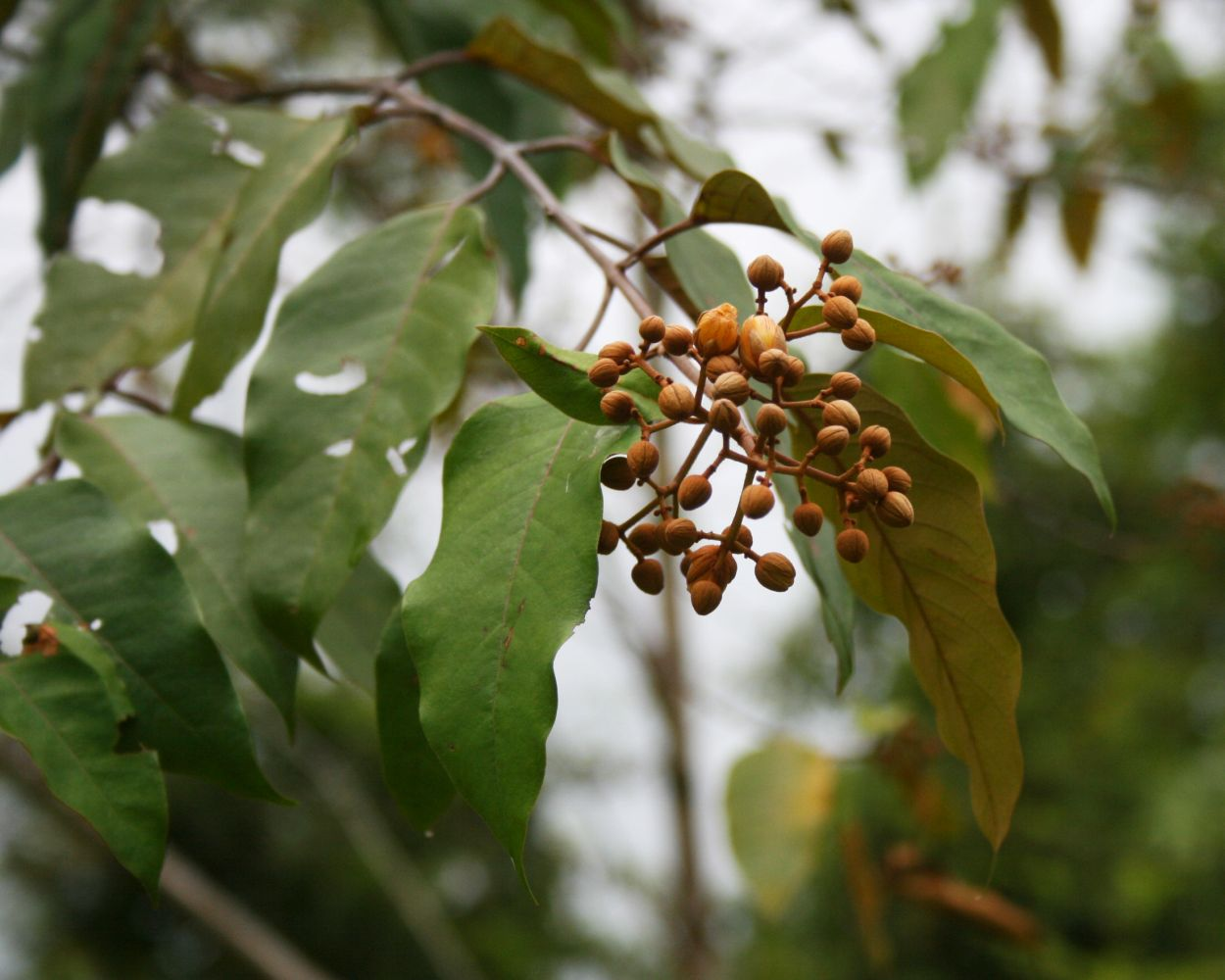
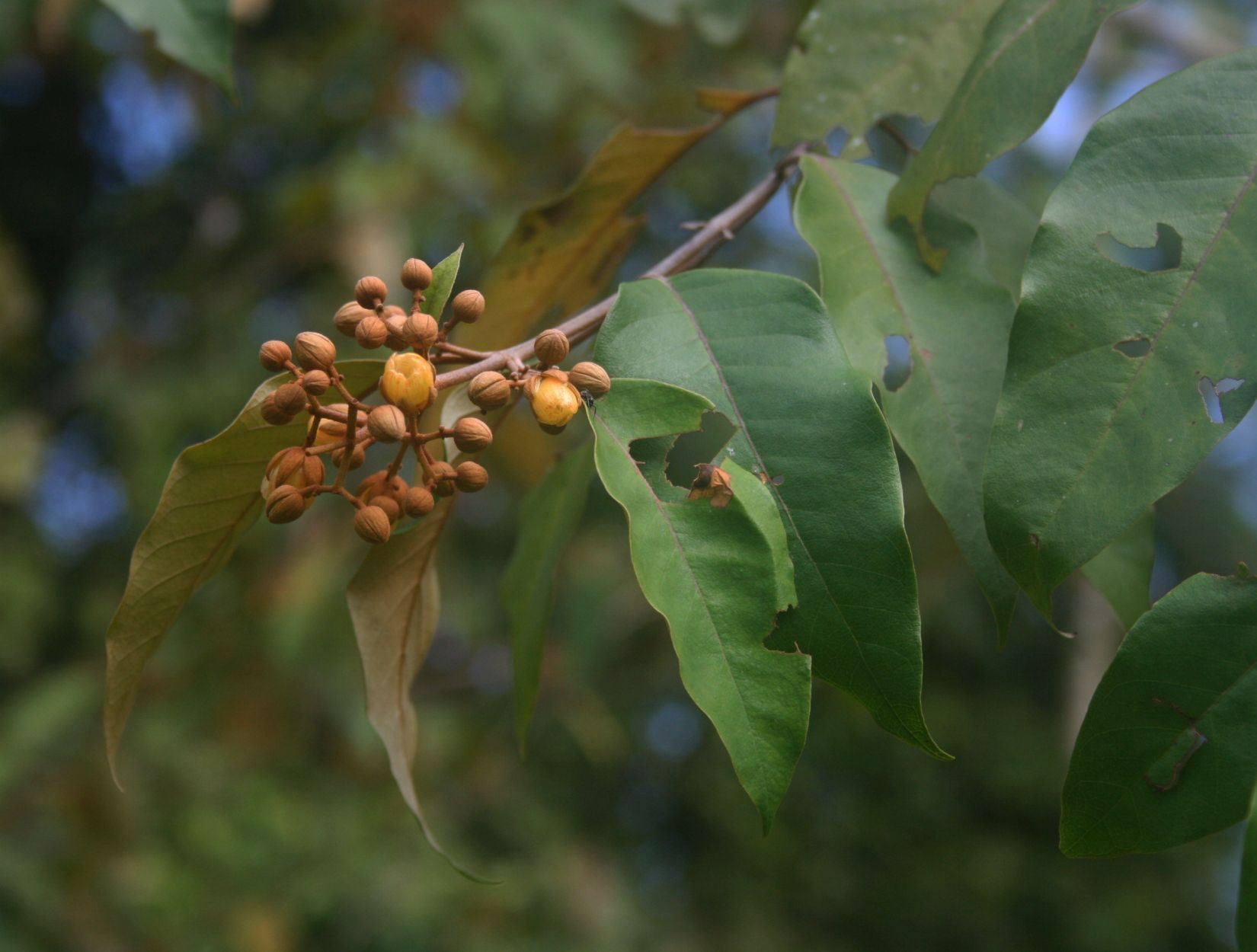